# 欧沃河
欧沃河（法語：Auve，法語發音：[ov]）是法国大东部大区马恩省的河流，是埃纳河的左支流，长20.2千米，发源自欧沃，于圣默努流入埃纳河。